# Lisa Roberts Gillan
Lisa Roberts Gillan, rozená Lelisa Bilingsley Roberts (* 1. ledna 1965 Decatur, Georgie) je americká herečka a filmová a televizní producentka, mladší sestra herce Erica Robertse a starší sestra herečky Julie Robertsové, teta herečky a zpěvačky Emmy Robertsové.
Se svojí nepoměrně známější sestrou si zahrála ve filmu Nevěsta na útěku z roku 1999, Úsměv Mony Lisy z roku 2003 a ve filmu Dvojí hra z roku 2009.

## Osobní život
Je provdána za herce Tonyho Gillana, žije v New Yorku.

## Filmografie

### Herečka
- 2009 Dvojí hra (Duplicity – Tully's Assistant)
- 2004 Život s Helenou (Raising Helen – Zoo Reporter)
- 2003 Úsměv Mony Lisy (Mona Lisa Smile – Miss Albini)
- 2002 Krásná pokojská (Maid In Manhattan – Cora)
- 1999 Nevěsta na útěku (Runaway Bride – Elaine from Manhattan)
- 1995 Síla lásky (Something to Talk About – Kitty)
- 1994 Zbožňuji trable (I Love Trouble – Kim's Friend – as Lisa Roberts)

### pProducentka
- 2008 Kit Kittredge: An American Girl
- 2006 Molly: An American Girl on the Home Front
- 2005 Felicity – příběh z války za nezávislost (Felicity: An American Girl Adventure)
- 2004 Americká děvčata: Samantha (Samantha: An American Girl Holiday)
- 1995 Nothing to Lose